# Elektrická požární signalizace
Elektrická požární signalizace (EPS) je vyhrazené požárně bezpečnostní zařízení (Elektronická požární signalizace), které zajišťuje pomocí hlásičů včasnou signalizaci požáru. Signály z hlásičů požáru jsou přijímány ústřednou EPS. U ústředny (např. v recepci budovy) bývá v režimu den zajištěna stálá obsluha, která v případě signálu požáru má určitou dobu na prověření skutečného požáru a odvolání planého poplachu, jinak EPS přivolá pomocí zařízení dálkového přenosu (ZDP) jednotku požární ochrany (PO). Pokud není zajištěna stálá obsluha (režim noc), je jednotka PO přivolána neprodleně.
Kromě tohoto nejběžnějšího označení EPS se používají i jiná označení, např. LDP (Lokální detekce požáru).

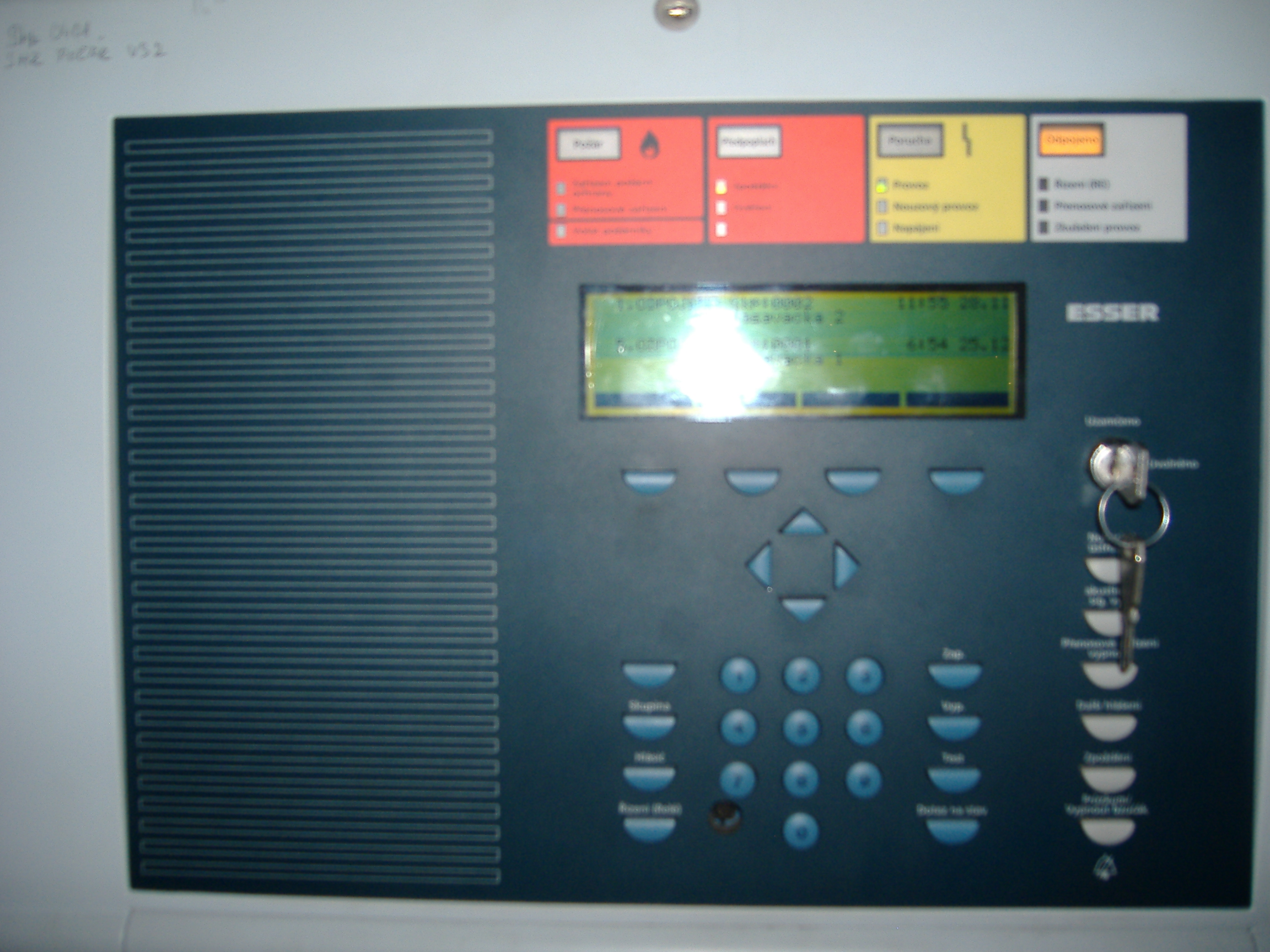
Ústředna elektrické požární signalizace

## Druhy EPS

### Jednostupňová
Jednostupňová EPS má jednu hlavní ústřednu, na které jsou připojeny samočinné a tlačítkové hlásiče požáru. Na ústřednu jsou zapojeny doplňující zařízení, nebo ovládací zařízení. Jednostupňová EPS nemá vedlejší ústřednu.

### Vícestupňová EPS
Vícestupňová EPS má hlavní a vedlejší ústředny, na které jsou připojeny samočinné a tlačítkové hlásiče požáru a vedlejší ústředny nižšího stupně.

### Systémy EPS
V současné době jsou používány dva systémy EPS. U systému EPS s kolektivní adresací je ústředna schopna rozlišit, z které hlásící linky přišel signál POŽÁR, ale nezjistí, od kterého hlásiče. Tento systém může být nevyhovující, protože není přesně určené místo požáru, čímž může dojít k prodloužení doby pro včasný zásah.

#### EPS s kolektivní adresací (konvenční systém)
Konvenční systémy EPS jsou vhodné pro objekty menšího rozsahu a stojí na vyhodnocování změn na smyčce. Smyčka obsahuje požární hlásič a při vzniku požáru změní odpor a tím upozorní ústřednu, která signál vyhodnotí. Tento systém je méně nákladný než adresovatelný.

#### EPS s individuální adresací (adresovatelný systém)
Tento systém umožňuje identifikaci stavu jednotlivých hlásičů na hlásící lince s tím, že prvky komunikují vzájemně mezi sebou. Výhodou je, že lze identifikovat prvek (a tím i přesné umístění), který vysílá signál. Tyto prvky (hlásiče) komunikují s ústřednou individuálně. Pomocí software lze tyto prvky řadit do různých oddělených skupin.
Tento systém může mít rozlohu několika stovek metrů až kilometrů.

## Hlavní části EPS
1. Hlásiče požáru
2. Ústředny EPS
3. Doplňující zařízení

### Hlásiče požáru
Hlásiče požáru sledují čidly a elektronicky vyhodnocují určité fyzikální parametry a jejich změny provázející vznik požáru a vysílají příslušný signál.

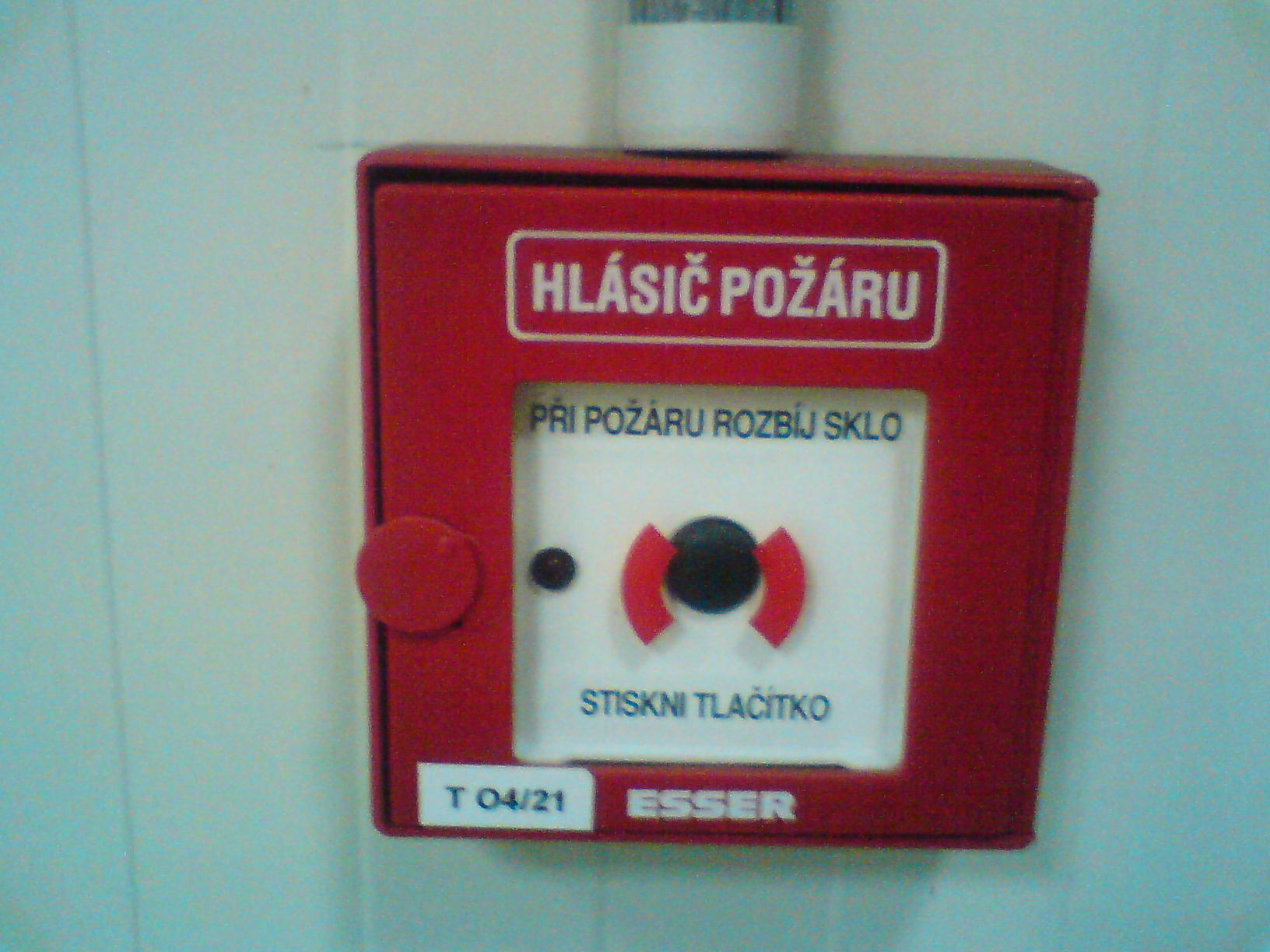
Tlačítkový hlásič požáru

### Rozdělení hlásičů požáru podle spouštění

#### Tlačítkové hlásiče
Tyto hlásiče nevyhodnocují žádné vnější fyzikální parametry, ale jen stisk tlačítka, a pomocí lidského činitele, který musí tuto změnu vyhodnotit a stisknout tlačítko hlásiče, předají údaj do ústředny EPS.

#### Samočinné hlásiče
Samočinné hlásiče reagují na výskyt nebo změnu fyzikálních parametrů požáru bez nutnosti zásahu lidského činitele.
Samočinné hlásiče se dále dělí na hlásiče bodové a lineární.
- Bodové hlásiče sledují fyzikální parametry na jednom místě.
- Lineární hlásiče sledují změnu fyzikálních parametrů na určitém úseku.

### Rozdělení hlásičů podle sledovaných parametrů
- Teplotní hlásiče vyhodnocují jednak překročení určité teploty a jednak rychlost jejího zvyšování.
- Kouřové hlásiče vyhodnocují vznik požáru na základě zjištění přítomnosti aerosolů
- Multifunkční hlásiče kombinují teplotní a kouřová čidla do jediné jednotky s možností volby typu čidel pro aktivaci
- Hlásiče vyzařování plamene reagují na vyzařování plamene v určité části spektra
- Speciální hlásiče se v ČR používají výjimečně mj. pro jejich nákladnost

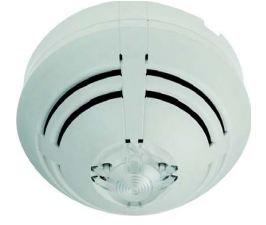
Kouřový hlásič

### Rozdělení podle způsobu vyhodnocení změn sledované veličiny
- Maximální reagují na překročení mezní hodnoty
- Diferenciální reagují na překročení rychlostní změny parametru (zejm. teploty)
- Kombinované mají maximální i diferenciální část; reagují v případě reakce alespoň jedné z obou částí
- Inteligentní mají vestavěnou "inteligenci" vyhodnocení změn fyzikálního parametru
- S analýzou tvaru signálu (sledují v místě střežení časové křivky průběhu teploty, hustoty kouře, koncentrace CO, IR záření apod. a porovnávají je se vzorky křivek, získanými při laboratorních testech a uloženými v paměti hlásiče. Dokáží tak odlišit skutečný požár od nepožárního podnětu jako je např. sváření, efektová mlha, vodní pára, výrobní procesy produkující kouř, hustý prach apod.

### Rozdělení podle časového zpoždění
- Hlásiče se zpožděním - sledovaný parametr nebo rychlost jeho změny musí překračovat mezní hodnotu po určitou dobu. Až potom hlásič signalizuje požár.
- Hlásiče bez zpoždění reagují ihned po překročení maximální mezní, případně diferenciální hodnoty.

### Speciální typy hlásičů
- Nasávací hlásiče se vzorkováním vzduchu jsou zvláštní hlásiče (většinou kouřové), ke kterým je do čidla nasáván vzduch ze střeženého prostoru
- Hlásiče plamene jsou založeny na sledování modulovaného vyzařování v infračervené oblasti o vlnové délce 4,3 μm, případně v ultrafialové oblasti spektra.

## Ústředny EPS
Ústředny mají tyto základní funkce:
- vyhodnocování signalizace hlásičů - stavy: funkce, porucha, požár
- ovládání připojených zařízení, zejména spouští a řídí evakuaci, větrání, sirény (případně evakuační rozhlas) a přivolává hasičskou pomoc
- kontrola provozuschopnosti celého systému EPS
- nepřetržité napájení hlásičů požáru a dalších prvků EPS.

Ústředna musí obsluze signalizovat minimálně tři základní stavy: PROVOZ, PORUCHA, POŽÁR. Ústředna EPS může požár signalizovat jednak obsluze, jednak pro signalizaci v objektu, nebo jeho části. Pomocí zařízení dálkového přenosu (ZDP) může poplachový signál přenést např. na ohlašovnu požáru HZS. Signalizace požáru může být jednostupňová, nebo dvoustupňová
Při jednostupňové signalizaci ústředna signalizuje všeobecný poplach. Všeobecný poplach upozorňuje na vznik požáru v objektu. Slouží jako signál k vydání pokynů pro evakuaci, provedení opatření na technologiích dle havarijního plánu a podobně.
Při dvoustupňové signalizaci může ústředna signalizovat úsekový, nebo všeobecný poplach. Tento systém používá dva provozní režimy: DEN a NOC. Režim DEN je zapnut v přítomnosti personálu, který případný poplach ověří. Režim NOC je zapnut v nepřítomnosti personálu. tento systém rozlišuje signál od tlačítkových a samočinných hlásičů. Signál z tlačítkového hlásiče je považován za věrohodný a proto vede k okamžitému spuštění všeobecného poplachu. Signalizaci od samočinných hlásičů je vhodné nejprve ověřit. proto je v režimu DEN signalizován nejprve úsekový poplach. V režimu NOC je ihned signalizován všeobecný, případně i externí poplach. Protože zapojením lidského faktoru do procesu vyhodnocování poplachů je do systému vnesen eventuální zdroj nespolehlivosti (omyl, úraz, selhání), je systém navržen tak, aby činnost člověka kontroloval.

## Přídavná zařízení EPS, nyní se používá název PZTS
ZDP: Zařízení dálkového přenosu umožňuje přenos alespoň základních provozních stavů POŽÁR a PORUCHA na určené místo (nejčastěji ohlašovna požárů). Přenos je zajištěn i v nepřítomnosti, či selhání obsluhy.
OPPO: Pro usnadnění obsluhy ústředny EPS jednotkou PO v případě požáru signalizovaného EPS se připojují tzv. Obslužná pole požární ochrany (OPPO), jejichž prostřednictvím je možné provádět základní obsluhu EPS.
KTPO: Pro usnadnění vstupu jednotky do objektu je možné použít Klíčový trezor požární ochrany (KTPO), ve kterém je uložen klíč od objektu.
ZOKT : Zařízení pro odvod kouře a tepla je zařízení umožňující automaticky nebo ručně (pomocí tlačítka) otevřít střešní okno, které plní funkci kouřové klapky a odvést tak mimo prostory kouř, plyny a teplo vznikající při požáru. Systémy požárního větrání jsou napojeny na ústřednu EPS. Jejich činnost nesmí ovlivnit funkci sprinklerových hlavic a detektorů kouře.
Protipožární únikové dveře jsou vyráběny ze speciálních dveřních profilů s utěsněním proti prachu, hluku a úniku tepla. Dveře jsou napojeny na EPS, při požáru se samy otevřou nebo případně po evakuaci objektu naopak zavřou.

## Kontroly
Elektrická požární signalizace (dále jen EPS) se řadí mezi vyhrazené požárně bezpečnostní zařízení, a dle vyhlášky č. 246/2001 Sb., o požární prevenci, je nutné provádět na tomto zařízení pravidelné kontroly provozuschopnosti a zkoušky činnosti za účelem zajištění požární bezpečnosti objektu nebo zařízení.

### Požadavky na kontroly
Kromě pravidelných ročních kontrol provozuschopnosti požárně bezpečnostního zařízení se na zařízení při provozu provádějí:
- 1× za měsíc - zkoušky činnosti pro ústředny a navazující zařízení,
- 1× za 6 měsíců - zkoušky činnosti samočinných hlásičů požáru a zařízení, které EPS ovládá.

Zkoušky činnosti provádí osoby pověřené údržbou tohoto zařízení. O provádění jakékoliv kontroly na tomto zařízení musí být předem uvědoměna osoba zodpovědná za provoz a obsluhu EPS. Kontrola provozuschopnosti nahrazuje zkoušku činnosti při shodném termínu provedení. O výsledku půlroční zkoušky činnosti je nutné vyhotovit doklad, a provést zápis do provozní knihy EPS, která je součásti každého systému EPS. K měsíčním zkouškám činnosti postačí zápis do provozní knihy EPS.